# Iwiltic
Iwiltic är en ort i Mexiko.   Den ligger i kommunen San Juan Cancuc och delstaten Chiapas, i den sydöstra delen av landet, 800 km öster om huvudstaden Mexico City. Iwiltic ligger 1 526 meter över havet och antalet invånare är 848.
Terrängen runt Iwiltic är kuperad åt nordväst, men åt sydost är den bergig. Iwiltic ligger uppe på en höjd. Runt Iwiltic är det ganska tätbefolkat, med 62 invånare per kvadratkilometer. I omgivningarna runt Iwiltic växer i huvudsak städsegrön lövskog.